# 1975
Évszázadok: 19. század – 20. század – 21. század
Évtizedek: 1920-as évek – 1930-as évek – 1940-es évek – 1950-es évek – 1960-as évek – 1970-es évek – 1980-as évek – 1990-es évek – 2000-es évek – 2010-es évek – 2020-as évek
Évek: 1970 – 1971 – 1972 – 1973 –  1974 – 1975 – 1976 – 1977 – 1978 – 1979 – 1980

## Események

### Január
- január 1.
  - Rendelet az alkoholisták kényszergyógykezeléséről.
  - A Honvédelmi Minisztérium utasítására megalakul az 1. Önálló Tűzszerész és Aknakutató Zászlóalj.
- január 2–22. – Népszámlálás Magyarországon.
- január 6. – Az év eleji magyarországi fogyasztói áremelkedések főleg a mosó- és mosogatószerek, a tisztítószerek, bútorok és bőráruk árát érintik.
- január 7. – Udvardy József csanádi apostoli kormányzót kinevezik megyés püspökké.
- január 10. – Kádár László Gábor tölti be a veszprémi püspöki tisztet.
- január 11. – Kiosztják a Rádió Kabarészínháza 1974-es első Humorfesztiváljának díjait. Első díjat nyer Farkasházy Tivadar.
- január 16. – A magyar sajtó beszámol a Romániában életbe lépett új rendeletről a külföldiek elszállásolásáról.
- január 19. – Palesztin terroristák sikertelen merényletet kísérelnek meg az izraeli légitársaság éppen elinduló gépe ellen Párizs Orly-Sud repülőterén, majd túszokat ejtve elbarikádozzák magukat az épületben.
- január 25. – Mudzsibur Rahmán sejk lesz Banglades köztársasági elnöke.

### Február
- február 4. – Súlyos, a Richter-skála szerint 7,3-es erősségű földrengés pusztít Kína északkeleti körzetében, Liaoning tartományban.
- február 5. – Magyarországon kihirdetik az új, európai normákhoz igazodó KRESZ-t, ami 1976-tól lép életbe.
- február 11. – Margaret Thatcher lesz a brit Konzervatív Párt elnöke.
- február 13. – Ciprus északi részén a török ciprióták autonóm államot alapítanak (az Észak-ciprusi Köztársaság elődjét).
- február 18. – Az első magyar–szovjet földgázegyezmény aláírása.
- február 21. – A német szélsőbaloldali Június 2. mozgalom tagjai elrabolják Peter Lorenzet, a CDU berlini elnökét.[1]
- február 22. – Három halálos áldozatot követelő lövöldözés a gyékényesi állomáson.
- február 28.
  - Az EGK tagállamainak vezetői Togóban 46 afrikai, karibi és csendes-óceáni fejlődő országgal – a volt gyarmati országokhoz fűződő speciális viszony kialakítása jegyében – aláírják a kereskedelmi és pénzügyi kedvezményeket biztosító Loméi Egyezményt.
  - Súlyos szerencsétlenség a londoni metróban. (A Northern vonal City alatt áthaladó szárnyvonalán a Moorgate állomás közelében a kisiklott szerelvény az alagút falának ütközik, 43 halálos áldozat.)

### Március
- március 4. – Földreform Etiópiában.
- március 5. – Palesztin fegyveresek megtámadják a Savoy Hotelt Tel-Avivban. A lövöldözésben 18 ember veszti életét, közöttük 7 terrorista.
- március 10. – Az ír fővárosban, Dublinban először ül össze az Európai Tanács.
- március 11. – A hadsereg néhány alakulata puccsot kísérel meg Portugáliában. A politikai erők közötti éles küzdelemben forradalmi tanács alakul, államosítások, radikális reformok kezdődnek.
- március 17–22. – Az MSZMP XI. Kongresszusán meghirdetik a „fejlett szocialista társadalom felépítésének” programját.
- március 21. – A császári hatalom felszámolása Etiópiában.
- március 23. – A kurdok fegyveres harca véget ért Irakban.
- március 25. – Meggyilkolják Fejszál királyt, Szaúd-Arábia uralkodóját. Utódául öccsét, Khalid ibn Abdul-Azizt kiáltják ki.
- március 26. – A Vietnámi Köztársasági Hadsereg Huế dél-vietnámi városnál súlyos vereséget szenved a Vietkongtól.

### Április
- április 1. – Megnyílik a Munkásmozgalmi Múzeum a helyreállított Budai Várban.
- április 4.
  - Paul Allen és Bill Gates megalapítja a Microsoftot.
  - Dél-Vietnámban lezuhan az amerikai légierő szállítógépe, amelyen vietnámi árvákat próbálnak kimenekíteni Saigonból. Több mint 150 ember, közöttük sok gyermek veszti életét, 175-en túlélik a katasztrófát.
- április 5. – Meghal Csang Kaj-sek, kínai tábornok, politikus, a Kínai Köztársaság elnöke.
- április 8. – Václav Havel levelet intéz Gustáv Husákhoz, Csehszlovákia Kommunista Pártja (CSKP) főtitkárához, melyben figyelmezteti a „konszolidáció” miatt a társadalomban eluralkodott negatív jelenségekre.[2]
- április 10–11. – Az Országgyűlés elfogadja a társadalombiztosítási törvényt, amely szerint állampolgári joggá válik az ingyenes orvosi ellátás, továbbá módosítják az alkotmányt, ezentúl 5 évente kell országgyűlési választást tartani.
- április 13. – A katonaság államcsínyt hajt végre Csádban, Tombalbaye elnököt meggyilkolják, utóda Félix Malloum.
- április 15. – Az NSZK-ban, Biblisben a világ legnagyobb atomerőművét helyezik üzembe.
- április 17. – Kambodzsában a vörös khmerek elfoglalják a fővárost, Phnom Penht.
- április 24. – Öt terrorista hatalmába keríti az NSZK stockholmi nagykövetségét. A túszok elengedése fejében bebörtönzött társaik szabadulását követelik. Kivégzik Andreas von Mirbach és Heinz Hillegaart diplomatákat, majd a követség felső emeletét felrobbantják. Az égő épületből való menekülésük közben a terroristákat elfogják.[1]
- április 30. – Észak-vietnámi csapatok elfoglalják Saigont,[3] Dél-Vietnám feltétel nélkül kapitulál, s ezzel véget ér a második indokínai háborút.[4]

### Május
- május 1. – Színes főcímmel jelentkezik a Magyar Televízió Híradója. A színes technikára teljes egészében csak 1979-ben térnek át.
- május 7–9. – Szaddám Huszein iraki elnök Budapesten tárgyal.
- május 13. – A jugoszláv kormány nyilatkozatban vádolja Ausztriát, hogy nem engedélyezi a szabad nyelvhasználatot a délszláv kisebbségnek, illetve jugoszlávellenes terrorista csoportok tevékenységét engedélyezi.[5]
- május 15.
  - Megalakul a Lázár-kormány.[6]
  - Kopácsi Sándor Kanadába emigrálását engedélyezik.
- május 16. – A japán Tabei Dzsunko az első nő, aki feljut a Mount Everestre.
- május 21. – Az NSZK-ban példátlan biztonsági intézkedések mellett elkezdődik a Baader-Meinhof csoport pere.
- május 25. – A nemzetközi gyermeknap alkalmából átadták Zánkán a balatoni úttörővárost.[7]
- május 28. – Ford amerikai elnök első hivatalos európai körútját Brüsszelben kezdi, ahol részt vesz a NATO csúcsértekezletén.
- május 28–29. – A régóta súlyos beteg Ludvík Svoboda helyébe a csehszlovák szövetségi gyűlés Gustáv Husákot választja köztársasági elnökké.[2]
- május 30. – 
  - Ford amerikai és Szadat egyiptomi elnök a közel-keleti helyzetről kezd kétnapos tanácskozást Salzburgban.
  - Romániában törvényrendelet jelenik meg a végzős egyetemi hallgatók munkába állásáról; a "kihelyezés" kötelező.[8]
- május 31. – Az ELDO és az ESRO összeolvad és Európai Űrügynökség (ESA) név alatt működik.[9]

### Június
- június 5. – Nyolcévi kényszerszünet után újra megnyílik a hajóforgalom előtt a Szuezi-csatorna.
- június 15. – Országgyűlési választások Magyarországon.[7]
- június 25. – Mozambik elnyeri függetlenségét Portugáliától.

### Július
- július 3. – Átadják Magyarország első autópályáját (M7).[7]
- július 4. – A hamburgi bíróság életfogytiglani szabadságvesztésre ítéli Ludwig Hahnt, Varsó egykori Gestapo-főnökét.
- július 19. – Az Szojuz–Apollo-program keretén belül először kapcsolódik egymáshoz amerikai és szovjet űrhajó.
- július 20. – A FLAMA nevű szélsőjobboldali terrorcsoport megkezdi tevékenységét Madeirán, amely 1978-ig tart.
- július 22. – Owen Quinn 24 éves New York-i lakos ejtőernyővel leugrik a World Trade Center egyik tornyáról. Landoláskor alaposan megüti magát, majd birtokháborításért letartóztatják.
- július 29. – Katonai államcsínnyel megfosztják hatalmától Gowon tábornokot Nigériában. Az új államfő Murtala Mohammed.

### Augusztus
- augusztus 1. – Helsinkiben aláírják az EBEÉ konferencia zárásaként a helsinki záróokmányt.[9]
- augusztus 3–4. – Gerald Ford amerikai elnök belgrádi látogatása.[5]
- augusztus 6. – A híres krimi író, Agatha Christie karakterének, Hercule Poirot regénybeli halála.
- augusztus 15. – Államcsíny Bangladesben, Mudzsibur Rahmán sejk és családjának legyilkolása.
- augusztus 18. – Új TV-tornyot és adóállomást avatnak a budai Széchenyi-hegyen.
- augusztus 31. – Megnyílik a T-Centralenben, Stockholmban a 3. metró állomása.

### Szeptember
- szeptember 6.
  - Martina Navratilova, 18 éves csehszlovák teniszezőnő politikai menedékjogot kér az Egyesült Államokban.
  - Súlyos földrengés pusztít Törökország keleti részén, a szíriai határ közelében.
- szeptember 8. – Felavatják a kiskörei vízierőművet.
- szeptember 15. – Önálló államként függetlenné válik Ausztráliától Pápua Új-Guinea.
- szeptember 15. – Megkezdődik a személyi számok kiosztása Magyarországon.
- szeptember 16. – A Magyarországi Egyházak Ökumenikus Tanácsának meghívására Siófokon ül össze a keresztény békekonferencia folytatólagos bizottsága.
- szeptember 19. – A BBC bemutatja John Cleese főszereplésével a Waczak szálló televíziós vígjáték-sorozat első részét.

### Október
- október 2. – Toaripi Lautit nevezik ki Tuvalu főminiszterévé.
- október 9. – Az orosz atomfizikusnak, Andrej Szaharovnak ítélik oda a Nobel-békedíjat.
- október 11. – Vízre bocsátják a USS Dwight D. Eisenhower Nimitz osztályú repülőgép-hordozót.
- október 15. – A jugoszláv nemzetgyűlés 10 évre szóló gazdasági tervet fogad el, melynek értelmében az össztermelésnek évente 7,3%-kel kell nőnie. (Az előző – 13 évre szóló – tervet 1973-ban fogadták el.)[5]
- október 18. – Megnyílik a Saint-Nazaire híd.
- október 23. – Általános mozgósítás Angolában a dél-afrikai agresszió miatt.
- október 29. – Bejrútban teljesen megbénul az élet a harci cselekmények miatt.
- október 30. – A spanyol kormány bejelenti, hogy János Károly herceg, Franco kijelölt utóda, az államfő súlyos betegsége miatt ideiglenesen átveszi a hatalmat.
- október 31. — Megjelent a Queen, brit rockegyüttes Bohemian Rhapsody című dala.

### November
- november 1. – Meggyilkolják Pier Paolo Pasolini olasz filmrendezőt.
- november 8. – Az ENSZ afrikai csoportja elítéli a Dél-afrikai Köztársaság és Rhodesia Angola elleni agresszióját.
- október 30. – A cortes elnöke bejelenti, hogy Franco, aki október 14-én infarktust kapott – és azóta mesterségesen tartják életben –, „átmenetileg” nem alkalmas a kormányzásra, és hogy újra Spanyolország hercege látja el helyette az államfői feladatokat.[10]
- november 10. – Az osimói egyezményben véglegesítik Olaszország és Jugoszlávia határait.[5]
- november 11. – Lázár György miniszterelnök látogatást kezd Olaszországban. November 13-án fogadja őt VI. Pál pápa is.
- november 15. – A Párizs melletti rambouillet-i kastélyban háromnapos csúcstalálkozóra gyűlnek össze a világ hat vezető ipari országának állam- és kormányfői.
- november 20. – Madridban meghal Francisco Franco, spanyol tábornok és politikus.[11][12]
- november 21. – Don Juan a legitim spanyol király sajtóközleményben tudatja népével, hogy egyedül ő lehet a jogos király. (1977. május 14-én mond le dinasztikus jogairól fia, János Károly javára.)[10]
- november 22. – Beiktatják I. János Károly spanyol királyt.[13]
- november 25. – Suriname független lesz Hollandiától.
- november 28. – Budapesten tárgyal Jasszer Arafat, a PFSZ vezetője.

### December
- december 1–2. – Az EGK állam- és kormányfői Rómában úgy döntenek, hogy 1978-ban már közvetlenül választják meg az Európai Parlament képviselőit az addigi módszer – a nemzeti parlamentek tagjai közül történő kijelölés – helyett.
- december 2. – A Hollandiában élő amboni (Dél-Maluku, Indonézia) kisebbség szélsőséges csoportjának tagjai Beilennél megtámadnak egy vonatot, és az utasokat túszul ejtik. December 4-én egy másik csoport Amszterdamban megtámadja az indonéziai főkonzulátust.
- december 7. – Indonézia megszállja a portugál Kelet-Timort.
- december 21. – Palesztin terroristák Carlos vezetésével három embert megölve Bécsben rajtaütnek az OPEC tanácskozásán, 11 olajügyi minisztert túszként elhurcolnak.
- december 25. – Egyenlítői-Guinea diktátora, Francisco Macías Nguema kivégezteti az ellenzéke 150 tagját.
- december 29. – Pokolgép robban a New York-i La Guardia repülőtér épületében, 11 ember meghal, 75-en megsebesülnek.

### Határozatlan dátumú események
- április – Gary Dahl feltalálja a Pet Rock nevű játékot.
- október –  A Német Szövetségi Köztársaság és a Lengyel Népköztársaság szerződést ír alá, amely szerint Lengyelország 1,3 milliárd márás hitelt kap, cserébe négy év alatt engedélyezi 120-125000 német származású polgár kiutazását.[14]
- november közepe – A hat vezető ipari állam (Amerikai Egyesült Államok, Egyesült Királyság, Franciaország, Német Szövetségi Köztársaság, Olaszország és Japán) állam- és kormányfőinek első találkozója.[15]
- az év folyamán –
  - Az Ikarus a világ negyedik legnagyobb autóbuszgyára, a Mercedes-Benz, a Liaz és a Toyota után.
  - A budapesti Clark Ádám téren felavatják a Nulladik kilométerkövet
  - Albániában megszűnik a jegyrendszer.
  - A Magyar Néphadsereg rendszerbe állítja a 9K32 Sztrela–2 (SA-7 Grail) légvédelmi rakétarendszert.

## Az év témái
- Az ENSZ a Nők Nemzetközi Évének nyilvánítja 1975-öt, hogy elősegítse a nők egyenjogúsítását

### 1975 a filmművészetben
- Casanova – Federico Fellini
- Huszadik század – Bernardo Bertolucci
- Száll a kakukk fészkére – Miloš Forman

### 1975 az irodalomban
- Megjelenik magyarul J. R. R. Tolkien első sikeres regénye, A hobbit.
- Kiosztják az első World Fantasy díjat.
- A publikálási tilalommal sújtott Václav Havel megírja Audiencia című színművét.[2]

### 1975 a légi közlekedésben
- január 15. – A Ferihegyi repülőtéren lezuhan a Malév egyik Iljusin Il–18-as gépe. A fedélzeten tartózkodó kilencfős személyzet életét veszti.
- augusztus 3. – Egy jordániai Boeing-707-es utasszállítógép hegynek ütközik a marokkói Agadirnál. A katasztrófa 188 halálos áldozatot követel.
- augusztus 19. – A csehszlovák légitársaság Prága–Teherán járata – máig tisztázatlan körülmények között – Damaszkusz mellett felrobban. A szerencsétlenség következtében veszti életét Vujicsics Tihamér zeneszerző.
- szeptember 30. – Bejrút partjai előtt – eddig tisztázatlan körülmények között – lezuhan a Malév 240-es számú járata, fedélzetén 50 utassal és 10 fős személyzettel.
- Az Aeroflot kivonja a forgalomból a Tu–114 típusú repülőgépeket, a megmaradt példányok egy részét Tu–95 katonai gépekként használták tovább.

### 1975 a sportban
- A Újpesti Dózsa nyeri az NB1-et. Ez a klub 16. bajnoki címe.

### 1975 a tudományban
- A Stanford Linear Accelerator Centerben Martin Lewis Perl fizikus felfedezi a tau-lepton elemi részecskét, amiért 1995-ben fizikai Nobel-díjat is kap.
- Benoît Mandelbrot francia matematikus nevet ad a fraktáloknak.

### 1975 a vasúti közlekedésben
- április 8. – Átadják a forgalomnak a jugoszláv-magyar összefogással újjáépített murakeresztúri vasúti hidat
- szeptember 1. – Megszűnik a Mezőtúr–Túrkeve-vasútvonal.
- szeptember 20. – Kisiklik a Budapestről Kassára közlekedő gyorsvonat utolsó három kocsija Emőd állomáson. Egy asszony életét veszti, 9 utas súlyos, 15 könnyebb sérülést szenved.
- október 14. – Hajdúsámson belterületén egy sorompó nélküli vasúti átjáróban a Volán Hajdúhadház-Debrecen között közlekedő autóbusza személyvonattal ütközik. A szerencsétlenség következtében 12-en vesztik életüket.

### 1975 a zenében
- A Queen megjelenteti a Bohemian Rhapsody című dalát, a rocktörténelem egyik legnagyobb alkotását, mely kilenc hétig vezeti Anglia listáit.
- Phil Collins lesz a Genesis frontembere Peter Gabriel kiválása után
- Yehudi Menuhin javaslatára ez évtől minden év október 1-je a zene világnapja.
- A Music Week című angol zenei szaklap szerint Kovács Kati „az év sztárja”.
- A Castlebarban (Írország) rendezett dalfesztivált megnyeri Kovács Kati.
- Grandpierre Attila vezetésével megalakul a Vágtázó Halottkémek együttes.
- Kovács Kati lett az Év sztárja Angliában.

#### Fontosabb külföldi albumok
- ABBA: ABBA
- AC/DC: High Voltage
- AC/DC: T.N.T.
- Aerosmith: Toys in the Attic
- Black Sabbath: Sabotage
- Bee Gees: Main Course
- Bob Dylan: Blood on the Tracks
- Carole King: Really Rosie (filmzene)
- Cher: Stars
- Joe Cocker: Jamaica Say You Will
- Donna Summer: Love to Love You Baby
- Fleetwood Mac: Fleetwood Mac
- Alice Cooper: Welcome to My Nightmare
- David Bowie: Young Americans
- Elvis Presley: Promised Land / Today
- Mike Oldfield: Ommadawn
- Michael Jackson: Forever, Michael
- Motörhead: On Parole
- Deep Purple: Come Taste the Band
- Hot Chocolate: Hot Chocolate
- John Lennon: Rock ’n’ Roll és Shaved Fish
- Kim Carnes: Kim Carnes
- Led Zeppelin: Physical Graffiti
- Pink Floyd: Wish You Were Here
- REO Speedwagon: This Time We Mean It
- Ricchi e Poveri: RP2
- Suzi Quatro: Your Mamma Won't Like Me
- Supertramp: Crisis? What Crisis?
- Tina Turner: Acid Queen
- The Jackson 5: Moving Violation
- The Carpenters: Horizon
- Queen: A Night at the Opera
- Rainbow: Ritchie Blackmore’s Rainbow
- Rod Stewart: Atlantic Crossing
- Bruce Springsteen: Born to Run

#### Fontosabb magyar albumok
- Fonográf: Na mi újság, Wágner úr?
- Koncz Zsuzsa: Kertész leszek
- Kovács Kati: Intarzia
- Locomotiv GT: Mindig magasabbra
- Zalatnay Sarolta: Szeretettel
- Omega: Omega 6: Nem tudom a neved

## Születések

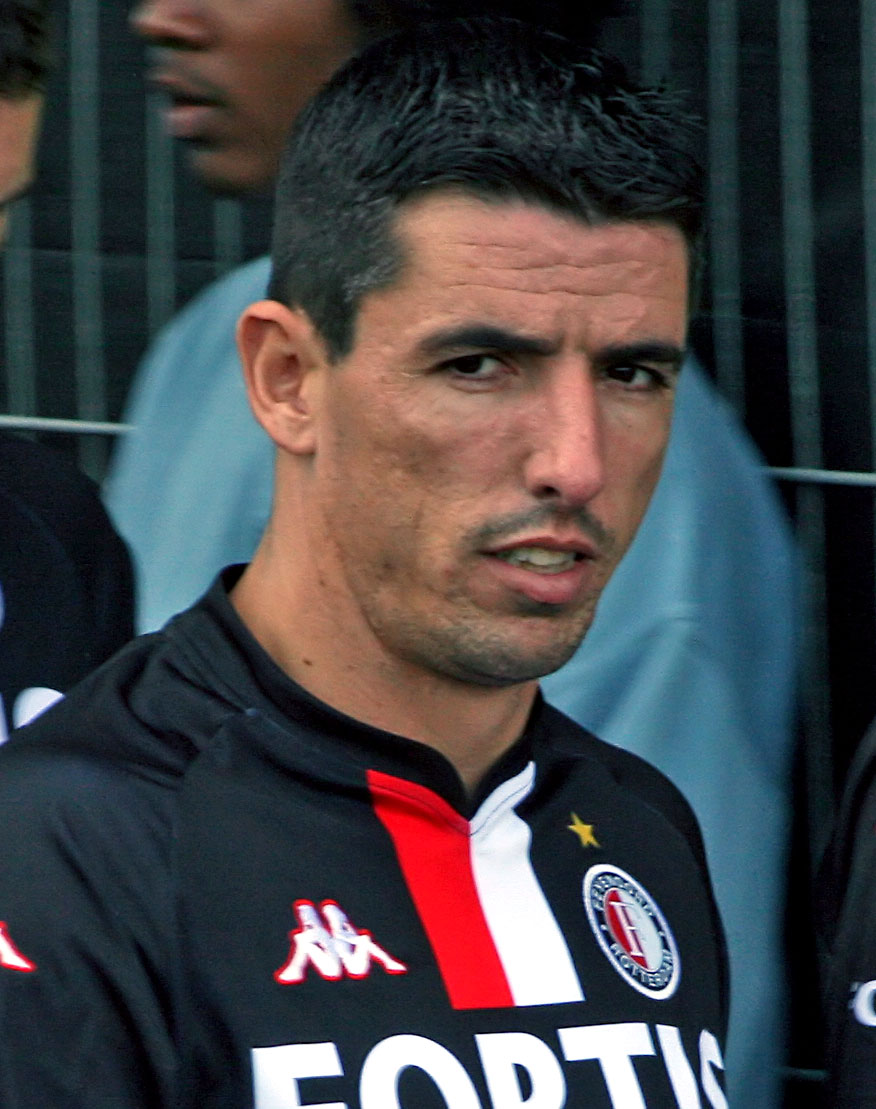
Roy Makaay

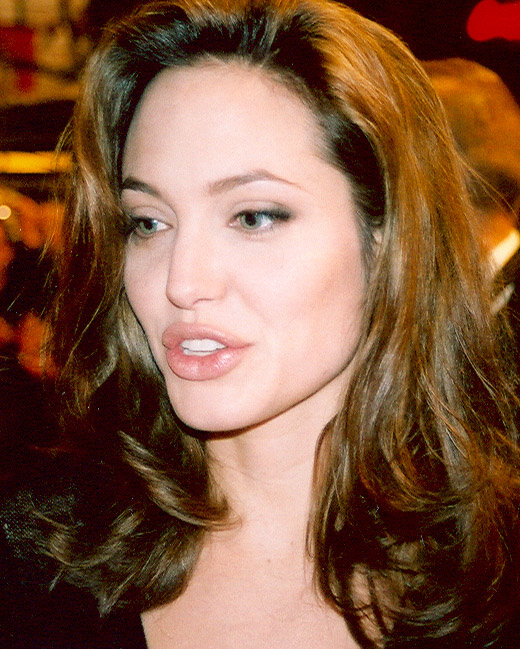
Angelina Jolie

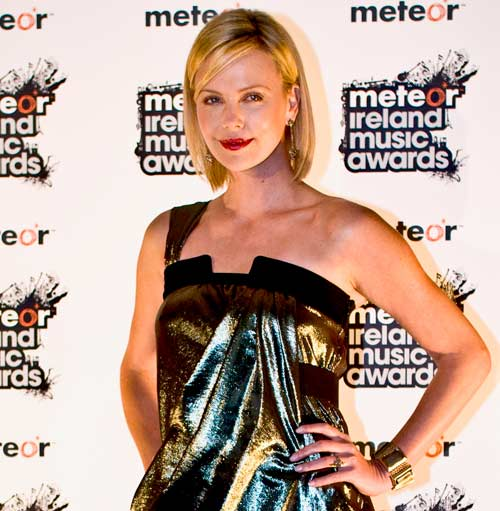
Charlize Theron

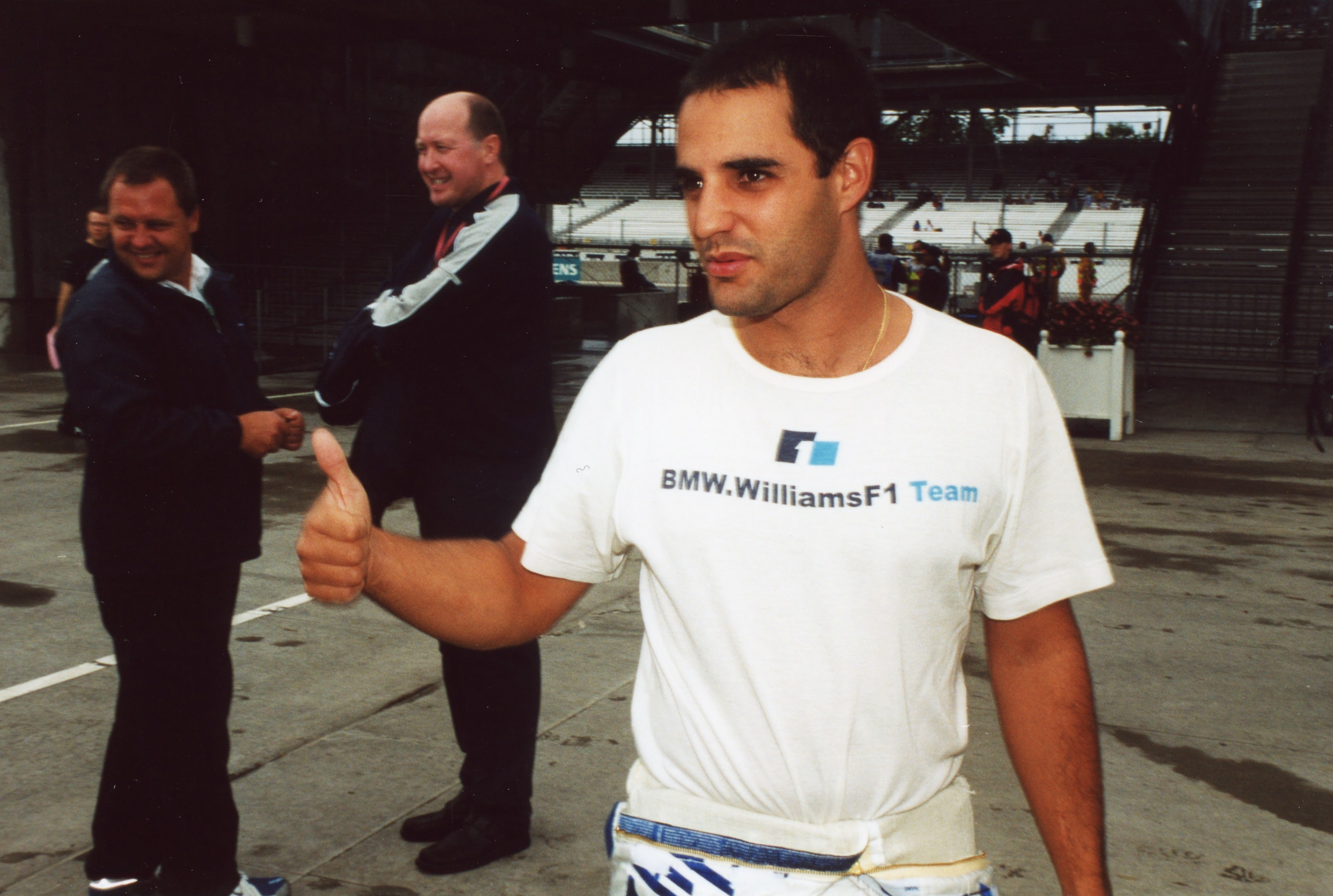
Juan Pablo Montoya

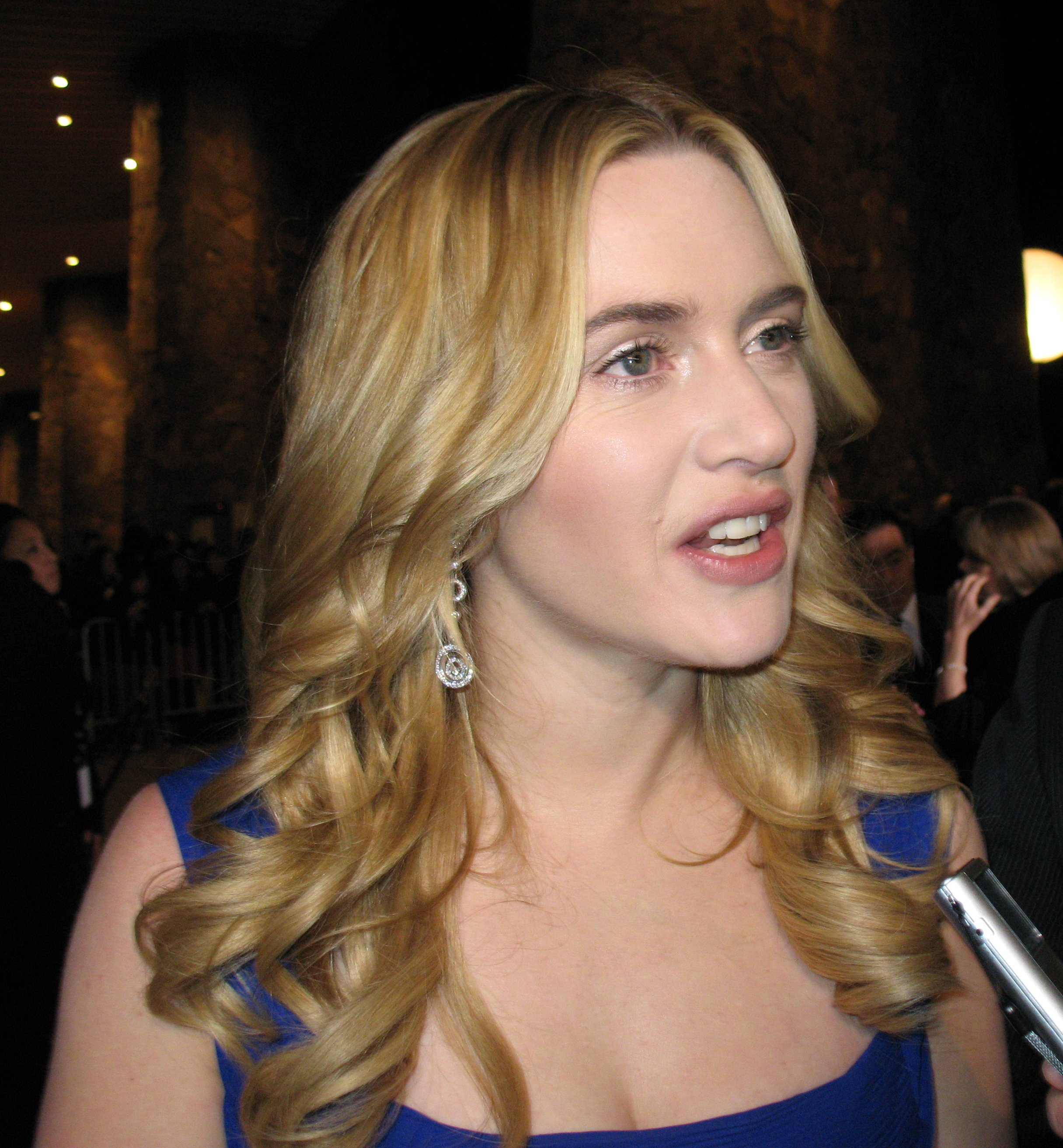
Kate Winslet

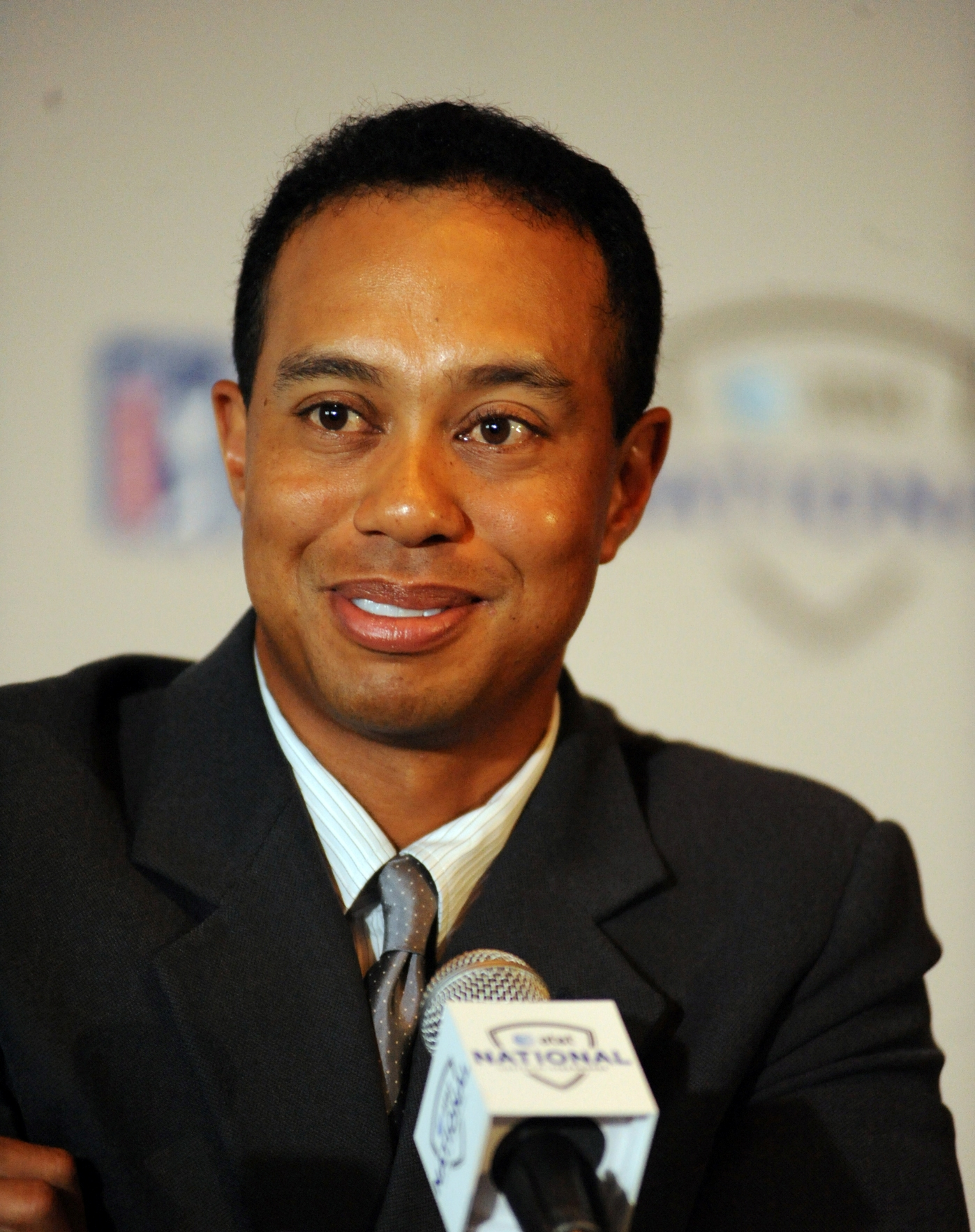
Tiger Woods

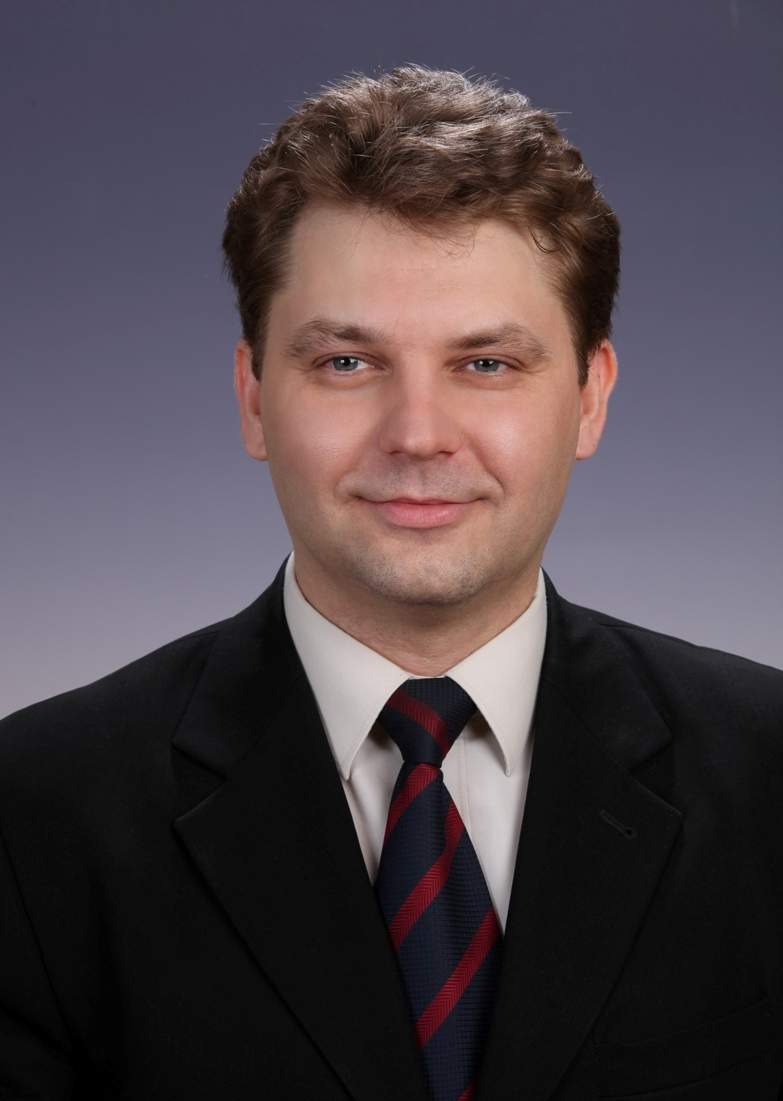
Németh Norbert

- január 1. – Babári Netti magyar írónő
- január 5. – Bradley Cooper amerikai színész
- január 8. – Geremi González venezuelai baseballjátékos († 2008)
- január 16. – Györe Attila kenus
- január 22. – Balthazar Getty amerikai színész
- január 28. – Julian Dean új-zélandi kerékpározó
- január 30. – Storcz Botond háromszoros olimpiai bajnok kajakozó
- február 4. – Natalie Imbruglia ausztrál színésznő, énekesnő
- február 6. – Marsi Anikó újságíró, műsorvezető
- február 15. – Bársony Péter brácsaművész
- február 16. – Némethy Nerella LA NERELLA és a BABA.COM.MC divattervezője
- február 18. – Keith Gillespie északír labdarúgó
- február 18. – Gary Neville angol labdarúgó
- február 22. – Drew Barrymore amerikai színésznő
- március 2. – Imricskó István pilóta
- március 4. – Patrick Femerling, német kosárlabdázó
- március 9. – Roy Makaay holland labdarúgó
- március 15. – Eva Longoria amerikai színésznő
- március 15. – Johan Paulik szlovák pornószínész
- március 21. – Justin Pierce amerikai gördeszkás, színész († 2000)
- március 24. – Peter Sanawad irodalmár és író
- március 31. – Tittus Steel román pornószínész
- április 2. – Adam Rodriguez amerikai színész
- április 9. – Robbie Fowler angol labdarúgó
- április 13. – Tatyjana Alekszandrovna Navka olimpiai bajnok orosz műkorcsolyázó, jégtáncos
- április 16. – Torzsás Sándor Attila költő
- április 17. – Trifun Živanović szerb műkorcsolyázó
- április 30. – Johnny Galecki belga származású amerikai színész
- május 1. – Marc-Vivien Foé kameruni labdarúgó († 2003)
- május 2. – David Beckham angol labdarúgó
- május 8. – Enrique Iglesias spanyol énekes
- május 10. – Hélio Castroneves, brazil autóversenyző
- május 11. – Coby Bell amerikai színész
- május 18. – Princessa (Mónica Capel Cruz) spanyol énekesnő
- május 17. – Sasha Alexander amerikai színésznő
- június 4. – Angelina Jolie amerikai színésznő
- június 11. – Karácsony Gergely, magyar politológus, egyetemi oktató, Budapest főpolgármestere (2019–)
- június 25. – Linda Cardellini amerikai színésznő
- június 27.
  - Tobey Maguire amerikai színész
  - Tölgyesi Krisztián magyar cselgáncsozó
- június 28. – Annus Adrián magyar kalapácsvető
- június 30. – Ralf Schumacher német Formula–1-es pilóta
- július 5. – Hernán Crespo argentin labdarúgó
- július 5. – Andrej Tyisszin, az orosz kajak-kenu válogatott kapitánya († 2008)
- július 6. – 50 Cent amerikai rapper
- július 9. – Jack White amerikai zenész, zenei producer
- július 10. – Palkovics Krisztián magyar jégkorongozó
- július 18. – Huszár Balázs salomvári plébános
- július 25. – Svasznek Bence magyar jégkorongozó
- augusztus 2. – Molnár Tamás vízilabdázó
- augusztus 7. – Charlize Theron dél-afrikai színésznő
- augusztus 30. – Maria de la Caridad Alvarez, kubai atléta
- szeptember 7. – Dobrády Ákos magyar énekes, zeneszerző
- szeptember 8. – Russ Kun naurui politikus, elnök
- szeptember 9. – Michael Bublé kanadai énekes
- szeptember 11. – Ocskay Gábor magyar jégkorongozó († 2009)
- szeptember 20. – Juan Pablo Montoya kolumbiai autóversenyző, korábbi Formula–1-es pilóta
- szeptember 22. – James Brossmann magyar pornószínész
- szeptember 24. – Seszták Szabolcs magyar színész, szinkronszínész
- szeptember 30. – Marion Cotillard francia színésznő
- október 5. – Parminder Nagra brit színésznő
- október 5. – Kate Winslet brit színésznő
- október 6. – Steinmetz Barnabás kétszeres olimpiai bajnok vízilabdázó
- október 8. – Csörnyei Marianna matematikus
- október 21. – Henrique Hilário portugál labdarúgó
- október 23. – Boti Bliss amerikai színésznő

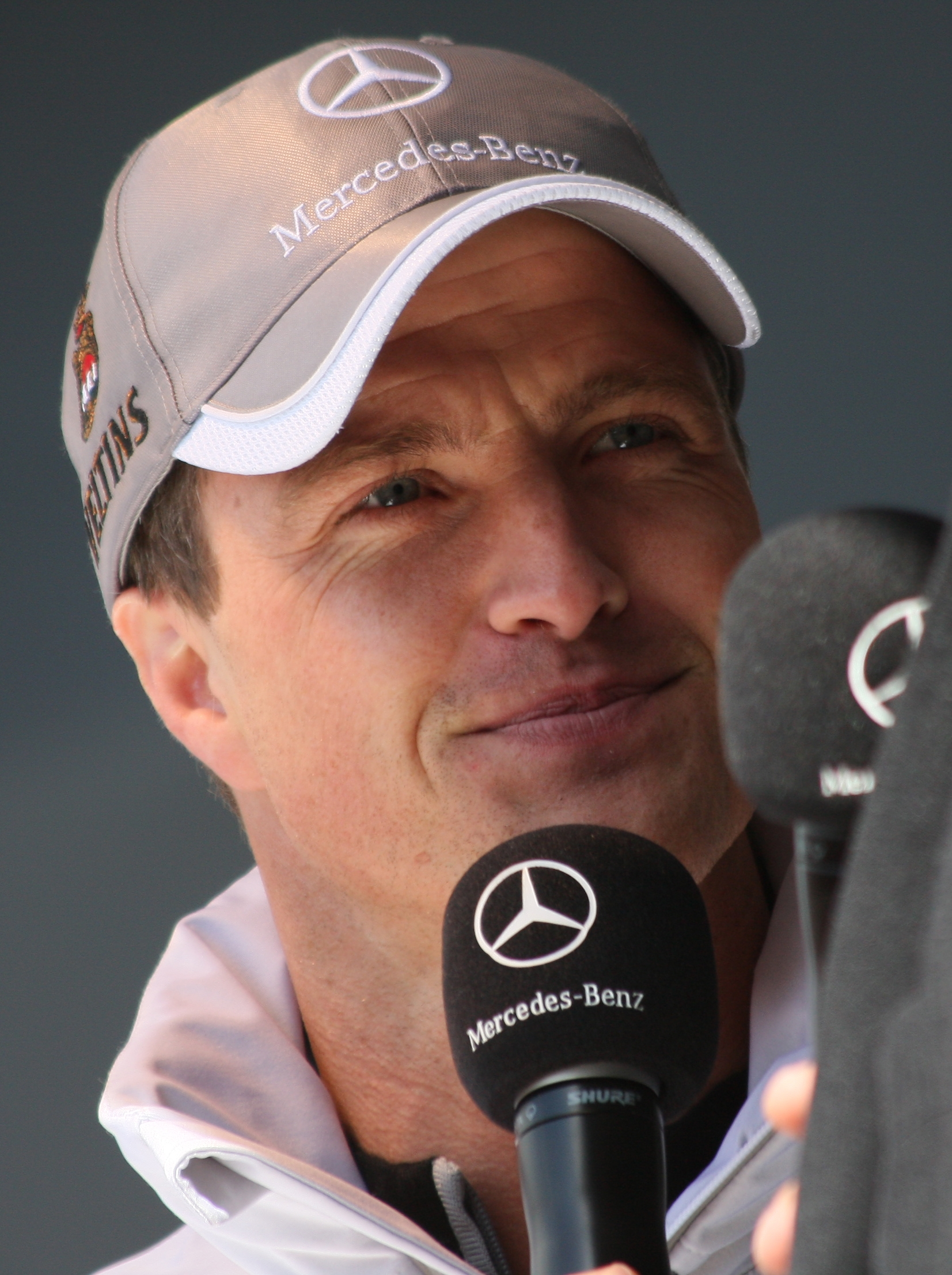
Ralf Schumacher

- Ralf Schumachernovember 5. – Németh Kristóf magyar színész
- november 13. – Szabó Zita magyar atléta
- november 14. – Szabó Gabriella olimpiai és világbajnok román atléta
- november 16. – Tunyogi Orsi énekesnő
- december 4. – Igor Hinić horvát vízilabdázó
- december 12. – Cosmin Contra román labdarúgó
- december 15. Schmied Zoltán  színész
- december 17. – Milla Jovovich ukrán színésznő, modell
- december 19. – Csányi Sándor magyar színész
- december 21. – Németh Norbert magyar operaszerző, orvos
- december 27. – Heather O’Rourke amerikai gyerekszínész († 1988)
- december 29. – Shawn Hatosy amerikai színész
- december 30. – Tiger Woods amerikai golfozó

## Halálozások

Németh László

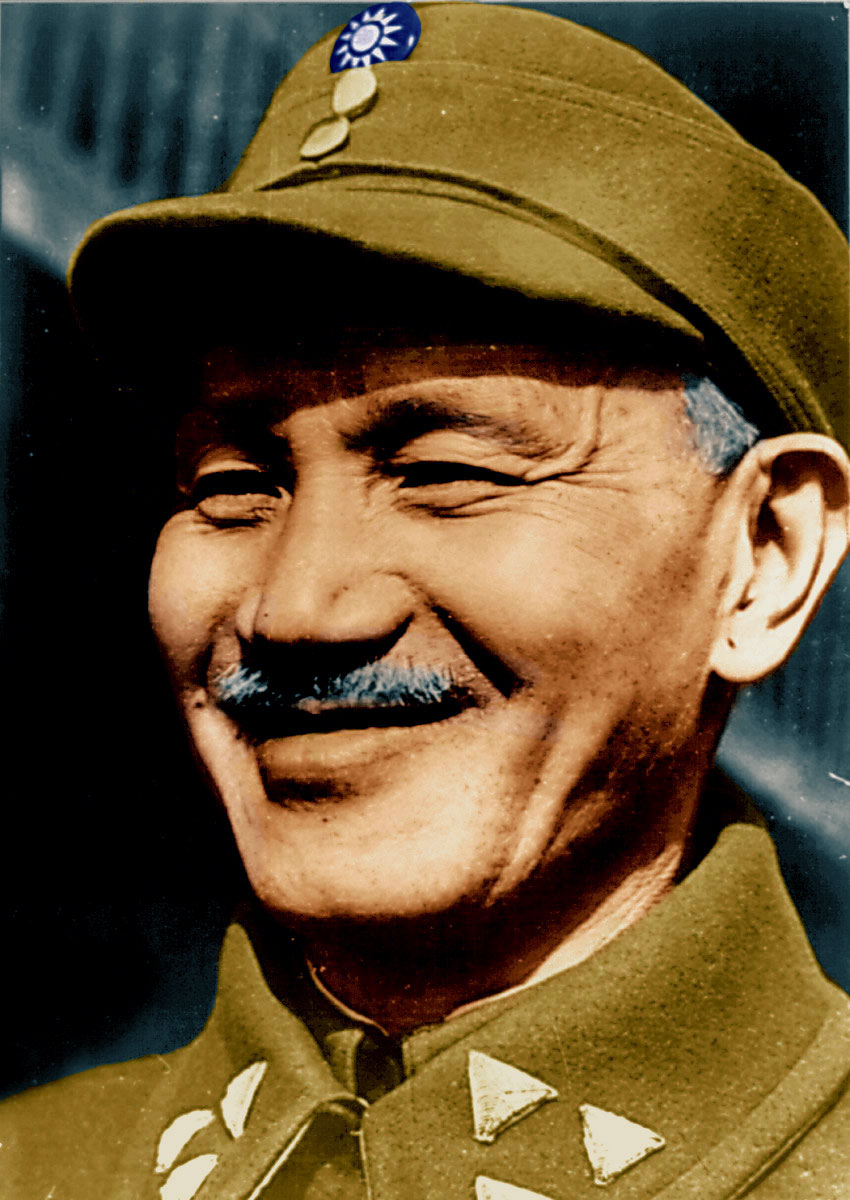
Csang Kaj-sek

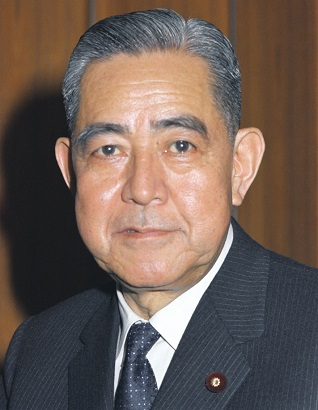
Szató Eiszaku

- január 11. – Jan Reychman lengyel orientalista, hungarológus, történész (* 1910)
- január 15. – Ék Sándor festőművész (* 1902)
- január 19. – Tomcsányi Mihály kárpátaljai író (* 1914)
- január 22. – Danÿ Margit Európa-bajnok vívó (* 1906)
- február 14. – Julian Huxley angol biológus, zoológus (* 1887)
- február 24. – Nyikolaj Alekszandrovics Bulganyin szovjet politikus, miniszterelnök (* 1895)
- február 24. – Falcione Kálmán magyar katonatiszt, ügyvéd, országgyűlési képviselő (* 1883)
- március 2. – Valkó Imre kolloidkémikus, textilvegyész (* 1902)
- március 3. – Németh László magyar író (* 1901)
- március 11. – Várkonyi Nándor író, szerkesztő, kultúrtörténész (* 1896)
- március 13. – Ivo Andrić boszniai származású író, költő, közéleti személyiség (* 1892)
- március 25. – Fejszál szaúdi király (* 1906)
- április 4. – Edith Rosenbaum divattervező, a Titanic első osztályú és megmenekült utasa (* 1879)
- április 5. – Csang Kaj-sek kínai politikus, a Tajvanon működő Kínai Köztársaság többszörösen megválasztott elnöke (* 1887)
- április 12. – Josephine Baker afroamerikai revüsztár (* 1906)
- május 4. – Jánossy Andor agrármérnök, agrobotanikus, az MTA tagja (* 1908)
- május 6. – Mindszenty József bíboros (* 1892)
- május 7. – Háy Gyula drámaíró, műfordító, Kossuth-díjas (* 1900)
- május 9. – Ajtay Andor színész, rendező (* 1903)
- június 3. – Szató Eiszaku Nobel-békedíjas japán politikus, pénzügyminiszter, 1964. november 9-e és 1972. július 7-e között Japán leghosszabb ideig kormányon lévő miniszterelnöke, később a Nemzetközi Karate Szervezet elnöke (* 1901)
- július 6. – Otto Skorzeny, a Waffen-SS tisztje volt (* 1908)
- július 7. – Simon István költő, műfordító (* 1926)
- július 14. – Lengyel József író (* 1896)
- július 17. – Kellner Béla orvos, onkológus, az MTA tagja (* 1904)
- augusztus 9. – Dmitrij Dmitrijevics Sosztakovics orosz zeneszerző (* 1906)
- augusztus 14. – Kisfaludi Strobl Zsigmond szobrász (* 1884)
- augusztus 15. – Mudzsibur Rahmán, bangladesi függetlenségi harcos, államfő, miniszterelnök (* 1920)
- augusztus 19. – Vujicsics Tihamér zeneszerző, népzenei gyűjtő (* 1929)
- augusztus 27. – Hailé Szelasszié, Etiópia utolsó császára (* 1892)
- augusztus 29. – Éamon de Valera, az első ír miniszterelnök (* 1882)
- augusztus 29. – Schaár Erzsébet Munkácsy Mihály-díjas magyar szobrászművész (* 1908)
- szeptember 15. – Pavel Oszipovics Szuhoj szovjet mérnök, repülőgép-tervező (* 1895)
- november 2. – Pier Paolo Pasolini olasz filmrendező (* 1922)
- november 4. – Kanizsa Tivadar kétszeres olimpiai bajnok vízilabdázó (* 1933)
- november 10. – Lányi Sarolta költő, műfordító (* 1891)
- november 10. – Adorján József gazdálkodó, kisgazda politikus, országgyűlési képviselő (* 1900)
- november 11. – Theodosius Dobzhansky ukrán-amerikai genetikus, zoológus (* 1900)
- november 20. – Francisco Franco y Bahamonde spanyol katonatiszt, diktátor (* 1892)
- november 27. – Korach Mór Kossuth-díjas vegyészmérnök, az MTA tagja, a műszaki kémia úttörő alakja (* 1888)
- november 28. – Horváth Béla magyar költő, műfordító, szerkesztő, újságíró (* 1908)

## Nobel-díjak
| Fizikai            | Aage Niels Bohr, Ben Roy Mottelson, Leo James Rainwater |
| Kémiai             | John Cornforth, Vladimir Prelog                         |
| Orvosi-fiziológiai | David Baltimore, Renato Dulbecco, Howard Martin Temin   |
| Irodalmi           | Eugenio Montale                                         |
| Béke               | Andrej Szaharov                                         |
| Közgazdasági       | Leonyid Kantorovics, Tjalling Koopmans                  |